# Ekerö
Ekerö è una cittadina (tätort) della Svezia centrale, situata nella contea di Stoccolma; è il capoluogo amministrativo della municipalità omonima.